# Єльська школа мистецтв
Єльська школа мистецтв — це художня школа Єльського університету. Заснована в 1869 році як перша професійна школа образотворчого мистецтва в Сполучених Штатах, вона надає ступені магістра образотворчого мистецтва студентам, які закінчують дворічний курс графічного дизайну, живопису або графіки, фотографії чи скульптури.
Рейтинги US News & World Report за 2012 і 2013 роки поставили Єльський університет першим у Сполучених Штатах за його магістерськими програмами образотворчого мистецтва. У листопаді 2008 року журнал Yale Alumni Magazine повідомив, що школа прийняла 65 абітурієнтів із 1142 до свого класу 2010 року, і що навчалося 56 осіб.
Будь-який учень, який подає документи до школи, повинен мати досвід бакалаврату, а також повну роботу для презентації. Далі слідують есе та рекомендації. Повний процес для абітурієнта вимагає ретельної підготовки, і процес має бути завершений відповідно до суворих інструкцій, встановлених школою.

## Історія

### Галерея Трамбула (1832—1864)
Вивчення образотворчого мистецтва в Єльському університеті почалося з відкриття галереї Трамбулла в 1832 році. Галерею заснував художник-портретист полковник Джон Трамбулл за допомогою професора Бенджаміна Силлімана, видатного хіміка.

### Школа образотворчих мистецтв (1864—1950)

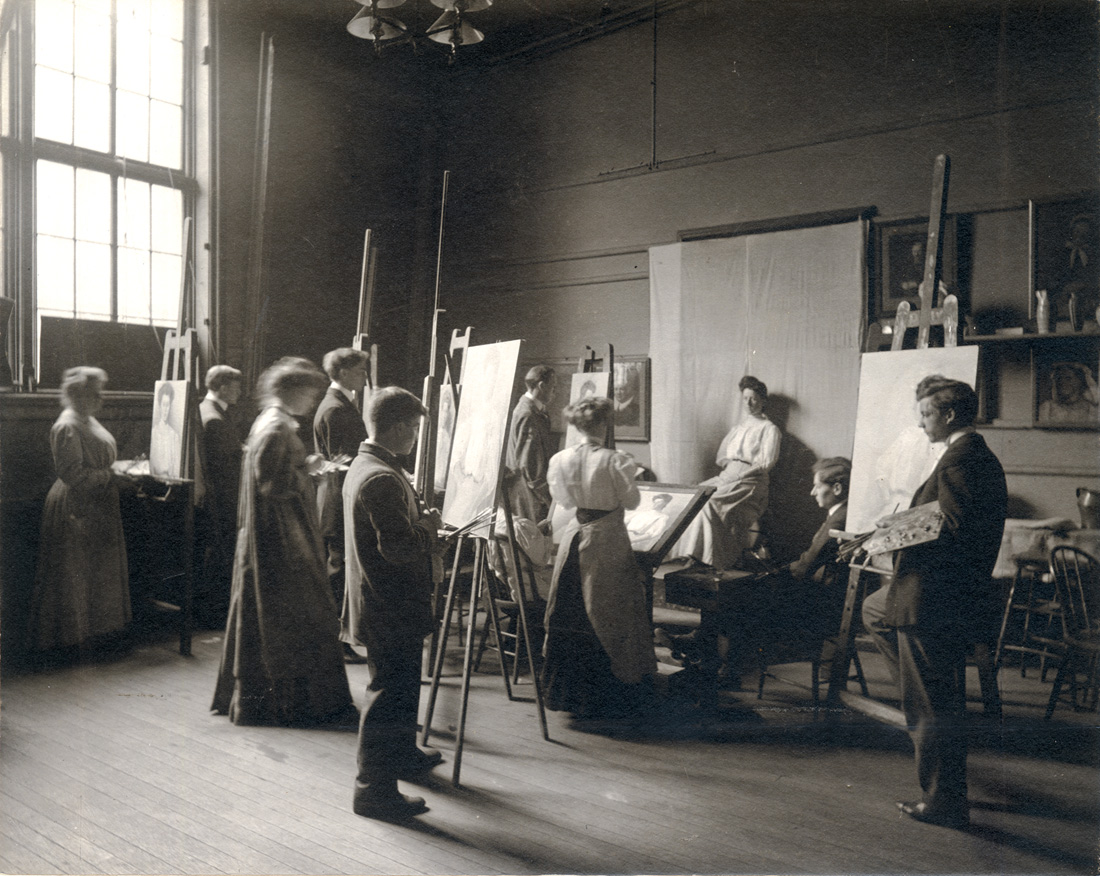
Урок студійного живопису, де навчалися як студенти, так і жінки, а також жіноча фігура, близько 1905 року

У 1864 році Август Рассел Стріт пожертвував кошти на створення школи витончених мистецтв в Єльському університеті. У своєму заповіті Стріт визначив, що це буде «школа практичного навчання, відкрита для обох статей, для тих, хто хоче займатися мистецтвом як професією». Програма була підпорядкована художній раді, одним з членів якої був художник-винахідник Семюел Ф. Б. Морс, випускник Єльського коледжу . Випускник Єльського університету Ендрю Діксон Уайт подав петицію викладачам школи про те, щоб він став першим деканом, але замість цього вирішив стати першим президентом Корнельського університету. У 1866 році було завершено будівництво нової будівлі школи — Street Hall
Джон Фергюсон Вейр, художник, був першим директором, а пізніше деканом Єльської школи образотворчих мистецтв. Він відіграв провідну роль у визначенні початкового навчального плану в школі. Хоча він не відвідував коледж чи університет, він навчався у свого батька, Роберта В. Вейра, професора мистецтва Військової академії США у Вест-Пойнті. Коли Вейр почав працювати над розробкою навчальної програми в Єльському університеті, він попросив поради у свого молодшого брата Джуліана Олдена Вейра, який вивчав мистецтво в Парижі.

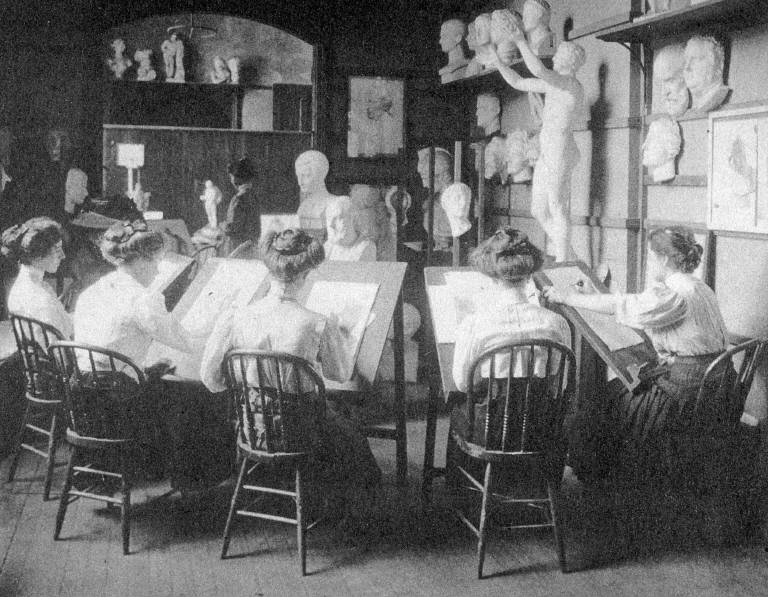
Студенти, які навчаються на курсах малювання в Стріт-голі приблизно в 1905 році

Коли Школа образотворчих мистецтв відкрилася для студентів у 1869 році, вона була першою в своєму роді, пов'язаною з вищим навчальним закладом в Америці. Було відкрито трирічний курс малювання, живопису, скульптури та історії мистецтва. Дві жінки — Аліса і Сьюзен Сілліман, дочки Бенджаміна Силлімана-молодшого — зарахували до першої когорти з трьох студентів, і Школа образотворчих мистецтв стала першою зі шкіл Єльського університету, яка дозволила спільне навчання. Протягом наступних чотирьох десятиліть понад три чверті студентів були жінки. На початку трирічна програма дала сертифікат про завершення. Програма отримання ступеня була створена в 1891 році з дозволом керівного органу університету на отримання ступеня бакалавра образотворчих мистецтв.
Кілька інших мистецьких дисциплін були додані до Школи образотворчого мистецтва, а потім стали незалежними школами. Архітектурне навчання було розпочато в 1908 році і було створено як факультет у 1916 році з Евереттом Віктором Міксом на чолі. Архітектурна програма швидко стала домінантною, особливо під час спроб художника Юджина Севіджа переробити живопис і скульптуру як «архітектурне мистецтво» у 1920-х роках. Драматургія під керівництвом Джорджа Пірса Бейкера та з власною окремою будівлею була додана в 1925 році і продовжувала функціонувати як відділ Школи, поки не стала незалежною школою в 1955 році.

### Відділ дизайну (1950—1958)
Йозеф Альберс прийшов до Єльського університету в 1950 році. Бувши завідувачем кафедри, «він переосмислив навчальну програму, об'єднавши живопис, скульптуру, графічне мистецтво та архітектуру в рамках спільної мети дизайну».
Альберс вчив, що «унікальні якості розуміння у візуальній освіті полягають у тому, що вони застосовні до всіх галузей мистецтва — архітектури, образотворчого мистецтва, дизайну, фотографії та всіх ремесел. Перцептивне розуміння завжди актуальне, оскільки воно виходить за межі всіх стилів і часових рамок, воно ніколи не буває актуальним і не застарілим». Стираючи грань між образотворчим мистецтвом і декоративно — прикладним мистецтвом, Альберс «трансформував учення мистецтва і дизайну в 20у столітті, стверджуючи, що пункт створення мистецтва не готовий продукт, а процес — що мистецтво не є об'єкт, мистецтво — це досвід».
Кафедра графічного дизайну (спочатку називалася графічним мистецтвом) була заснована в 1951 році під керівництвом Елвіна Айзенмана . Це була перша аспірантська програма з графічного дизайну в Сполучених Штатах.

### Школа мистецтва та архітектури (1959—1972)
У 1959 році художньо-архітектурне училище було перетворено в повноцінне професійне училище. Чотири роки по тому Школа мистецтва та архітектури викликала багато суперечок. Спроєктований Полом Рудольфом, його бруталістський стиль був погано сприйнятий на момент завершення.

### Школа мистецтв (1972— дотепер)

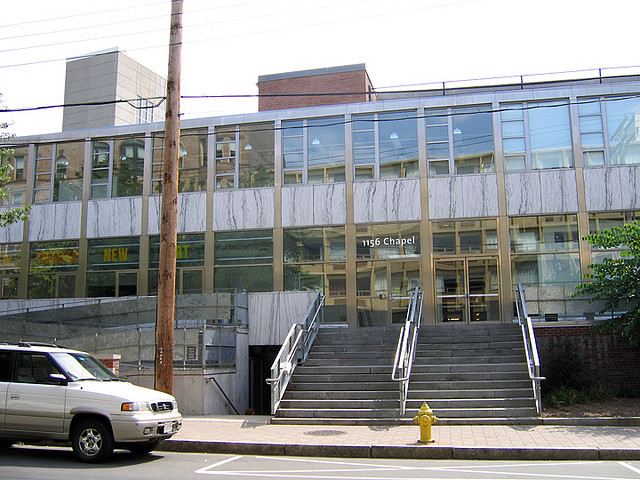
Green Hall, головний корпус школи з 1994 року

У 1972 році школа мистецтв і школа архітектури були розділені. Вони продовжували ділити будівлю Мистецтва та архітектури до 2000 року. У 2000 році художня школа переїхала в нещодавно відремонтовану будівлю за рогом від Rudolph Building під назвою Holcombe T. Green Jr., Hall. Частково спроєктована Луїсом Каном будівля була побудована як єврейський громадський центр Нью-Гейвена; його ремонт був спроєктований архітектором Деборою Берке. У Зеленому залі проживають студенти бакалавра і магістра з фотографії та графічного дизайну.
У 2021 році Школа мистецтв оголосила, що наймуть першу кольорову жінку (і лише другу жінку) на посаду декана. Доктор Кімберлі Піндер приходить до Школи мистецтв після виконання обов'язків президента MassArt.

## Навчання
Ступінь магістра образотворчих мистецтв є єдиним ступенем, який пропонує школа мистецтв. Він надається за рекомендацією факультету після успішного завершення всієї курсової роботи в резиденції та після схвалення дипломної роботи. Мінімальна вимога щодо проживання — два роки. Роботи всіх кандидатів перевіряються викладачами в кінці кожного семестру. Єльський коледж, студентський відділ Єльського університету, пропонує програму бакалавра мистецтв за спеціальністю мистецтво. Абітурієнти бакалавра, які бажають отримати спеціальність в галузі мистецтва в Єльському університеті, повинні подати заяву безпосередньо до Єльського коледжу.
Програма з мистецтва пропонує курси, які завдяки роботі в різних медіа надають досвід візуального мистецтва як частину вільної освіти, а також підготовку до аспірантури та професійної роботи.
Школа мистецтв пропонує професійну підготовку в чотирьох взаємопов'язаних областях навчання: графічному дизайні, живописі, фотографії та скульптурі.
Початковий освітній досвід аспіранта зосереджується на студійній діяльності. Підтримкою цього є структуровані курси, такі як малювання, фільмування та відносність кольору.

## Рейтинги
US News & World Report ставить Єльську школу мистецтв на перше місце в області образотворчого мистецтва. Для спеціальностей він займає перше місце в області живопису та фотографії, а також друге місце в області скульптури та дизайну. Artsy також ставить школу як номер один і стверджує, що вона «очолила майже кожне щорічне опитування найкращих програм МЗС у країні».

## Відомі випускники
Серед відомих художників, які закінчили Єльський університет, — графічні дизайнери Іван Чермаєв, Алан Флетчер, Том Гейсмар і Норман Айвз ; художники Вільям Бейлі, Дженніфер Bartlett, Чак Клоуз, Джон Каррен, Ліза Юскавадж, Ізабелла Doerfler, Ракстро Даунз, Джанет Риба, Одрі Флек, Gary Lang, Роберт Мангольд, Брайс Мардни, Темек Норріс, Мікалейн Томас, Роберт Vickrey, Кегінд Вайлі та Льюїс Едвін Йорк; фотографи Девід Левінтал, Гейл Альберт Галабан, Давуд Бей, Грегорі Крюдсон, Філіп-Лорка Ді-Корсія, Пао Гоуа Гер і Констанс Талкен ; гравер Імна Арройо, скульптори Єва Гессе, Ненсі Грейвс, Вангечі Муту, Шарлотта Парк Мартін Пурієр, Фредерік Ремінгтон, Прісцилла Робертс, Фред Сендбек і Річард Серра ; карикатурист Гаррі Трюдо ; та мультимедійні художники Метью Барні та Алекс Да Корте.